# Apion penetrans
Apion penetrans är en skalbaggsart som beskrevs av Ernst Friedrich Germar 1817. Apion penetrans ingår i släktet Apion, och familjen spetsvivlar. Arten är reproducerande i Sverige.